# Центрантус
Центрантусите (Centranthus) са род растения от семейство Бъзови (Caprifoliaceae).
Таксонът е описан за пръв път от Огюстен Пирам дьо Кандол през 1805 година.

## Видове
- Centranthus amazonum
- Centranthus angustifolius
- Centranthus anselmii
- Centranthus aurigeranus
- Centranthus baeticus
- Centranthus battandieri
- Centranthus calcitrapae
- Centranthus clausonis
- Centranthus elatus
- Centranthus intermedius
- Centranthus junceus
- Centranthus kellereri – Келереров центрантус
- Centranthus lecoqii
- Centranthus longiflorus
- Centranthus macrosiphon
- Centranthus maroccanus
- Centranthus nervosus
- Centranthus nevadensis
- Centranthus ruber
- Centranthus sibthorpii
- Centranthus sieberi
- Centranthus trinervis
- Centranthus velenovskyi